# Nestor Aloisijewitsch Buinizki

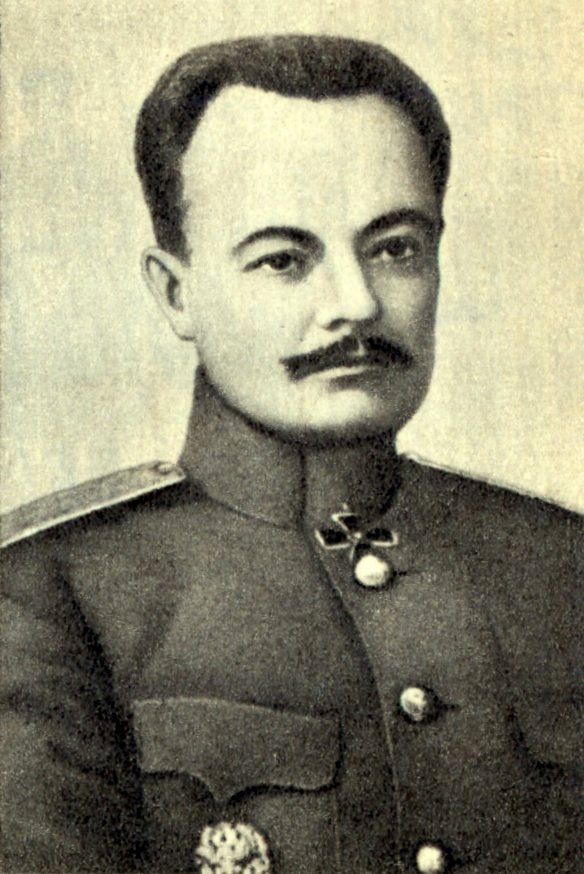
Nestor Buinizki

Nestor Aloisijewitsch Buinizki (russisch Нестор Алоизиевич Буйницкий; * 23. Januarjul. / 4. Februar 1863greg. in St. Petersburg; † 4. Dezemberjul. / 17. Dezember 1914greg. ebenda) war ein russischer Militäringenieur, Generalleutnant, Hochschullehrer, ständiges Mitglied des Ingenieurausschusses der Hauptingenieurabteilung und diente vor dem Krieg in der Festungsabteilung des Generalstabs.

## Biographie
Buinizki wurde am 23. Januar 1863 in St. Petersburg in der Familie des Staatsrats Alois (später Alexei) Nestorowitsch Buinizki geboren, seine Mutter war Sofia Dimitrievna (geborene Lermontova).
Er absolvierte die Ingenieurschule (1884) und die Militärakademie (1889). Vor dem Ersten Weltkrieg war er im Festungsbüro des Generalstabs tätig. Er beteiligte sich am Bau und Wiederaufbau der Festungen von Brest-Litowsk, Iwangorod, Kronstadt und Sewastopol und bis 1893 am Bau der Festung Osowiec. Ab 1893 war er Mitglied der Nikolajew-Ingenieurakademie in der Abteilung für Befestigung, nachdem er nacheinander die Titel Tutor, Lehrer, außerordentlicher und ordentlicher Professor der Akademie durchlaufen hatte.
1904 wurde er mit dem Rücktritt eines ordentlichen Professors der Nikolajew-Ingenieurakademie zum Mitglied der unverzichtbaren Präsenz des Hauptkomitees ernannt.
Unter dem russischen Militär war er ein Spezialist für Befestigung und talentierter Militärautor auf diesem Gebiet.
Viele wichtige Themen, wie zum Beispiel die richtige Organisation der Küstenverteidigung, temporäre Konstruktionen, Hilfskonstruktionen in trockenen Festungen, die zweckmäßigste Berechnung von Garnisonen und Artillerie von Festungswaffen usw. wurden teilweise überarbeitet, teilweise vorgebracht und unabhängig voneinander entwickelt.
Er war tätig in Angelegenheiten der Leibeigenschaft, die den aktuellen Stand und die Entwicklung der militärischen Kunst und der militärischen Ausrüstung genau überwachte und war ein Befürworter der Gruppenanordnung von Festungen und der Verwendung von Turminstallationen und gepanzerten Schließungen in ihnen.
Zusätzlich zu den direkten Aufgaben des Professors und Mitglieds des Ingenieurausschusses nahm Buinizki an verschiedenen Sonderkommissionen und Sitzungen zu Fragen der technischen Verteidigung des Staates und Anordnung von Festungen teil.
Er verfasste viele militärisch-literarische Arbeiten, die meisten von ihnen in Militärzeitschriften. Von den separat veröffentlichten Artikeln sind in ihrem Inhalt von Bedeutung: „Aktueller Stand der langfristigen und vorübergehenden Befestigung“ - Kapital, herausragende und praktisch nützliche Arbeit; „Technische Verteidigung der Staaten“ mit „Ergänzung“ dazu - ein Handbuch für Offiziere von Imp. Militärakademie von Nikolajew.
Ab 1909 war Buinizki ständiges Mitglied des Ingenieurkomitees, Leitender Verwalter.
Seit Beginn der Veröffentlichung der Militärischen Enzyklopädie ist er einer seiner aktivsten Mitarbeiter. Er wurde 1913 zum Generalleutnant ernannt. Er war ständiges Mitglied des Festungskomitees unter der Generaldirektion des Generalstabs sowie Stellvertretender ordentlicher Professor der Akademie und Schule für den Rest seines Lebens.
Buinizki war ein Teilnehmer an der Operation Warschau-Iwangorod von 1914.
Er starb am 4. Dezember 1914 in Petrograd.

## Der strategische Verteidiger von Warschau
General Nestor Aloiziyevich Buinizki spielte eine entscheidende Rolle bei der Verteidigung von Warschau im September 1914 während des Ersten Weltkriegs. Als Militäringenieur und Generalleutnant war er maßgeblich an der Planung und Durchführung der Verteidigungsmaßnahmen beteiligt, die die Stadt vor dem Vormarsch der deutschen Truppen bewahrten.
Buinizki, der bereits für seine Beiträge zum Festungsbau und seine akademische Laufbahn an der Nikolajew Ingenieurakademie bekannt war, wurde in einem kritischen Moment mit der Koordination der Verteidigung beauftragt. Unter seiner Führung wurden die Truppen effektiv organisiert und die Verteidigungslinien gestärkt, was zu einer erfolgreichen Abwehr der deutschen Offensive führte.
Seine strategischen Entscheidungen und sein schnelles Handeln trugen dazu bei, dass die russischen Truppen die Deutschen zurückdrängen und einen wichtigen strategischen Sieg erringen konnten. Buinitskys Fähigkeiten als Organisator und sein militärischer Scharfsinn erwiesen sich als unverzichtbar für den Schutz Warschaus und zeigten seine Bedeutung als einer der Schlüsselfiguren in der russischen Militärgeschichte.

## Forschung und Arbeiten
Er leistete einen bedeutenden Beitrag zur Entwicklung der militärischen und ingenieurischen Kunst. In seinen theoretischen Arbeiten entwickelte er Fragen der technischen Verteidigung des Staates, der Bestimmung der Streitkräfte der Garnisonen von Festungen, ihrer Artilleriewaffen usw. Seine Ideen der Gruppenanordnung von Festungen mit der Verwendung von Turminstallationen und gepanzerten Schließungen fanden praktische Anwendung beim Bau russischer Festungen vor dem Ersten Weltkrieg. Als Befürworter der entwickelten technischen Verteidigung der Grenzgebiete des Staates schlossen er die Notwendigkeit aktiver offensiver Aktionen der Armee nicht aus.
- "Technische Verteidigung des Staates" (Инженерная оборона государства), St. Petersburg, 1907; Aktueller Stand der langfristigen und vorübergehenden Befestigung, St. Petersburg, 1903
- "Fortschrittliche Stärkung strategischer Punkte" () (St. Petersburg, 1893; ins Deutsche und in der Zeitschrift übersetzt:"Mitteilungen über Gegenstände der Artillerie und Genie-Wesens")
- "Auswirkungen der neuesten Innovationen im Bereich der Waffen auf die Feldbefestigung" () (ib.ibidem (am selben Ort), 1894)
- "Über die Anordnung der Küstenfestungen" (ib., 1899)
- "Ein Kurzkurs in theoretischer Feldbefestigung" (Краткий курс теоретической полевой фортификации) (1. Aufl., ib., 1897, 4. Aufl., ib., 1904)
- "Der aktuelle Stand der langfristigen und vorübergehenden Befestigung" (ib., 1903; ins Deutsche und im Journalismus übersetzt:"Mitteilungen über Gegenstände des Artillerie und Genie-Wesens")
- "Notizen der langfristigen Befestigung" (Записки долговременной фортификации) (1896)
- "Über die Anordnung der Küstenfestungen" (Об устройстве приморских крепостей) (1899)
- "Zur Frage der Kampfbereitschaft von Festungen während ihres Baus" (К вопросу о боевой готовности крепостей в период их постройки) (aus der "Militärkollektion", 1908)
- "Über die Gestaltung von Festungen in Landfestungen" (О проектировании фортов в сухопутных крепостях) (1908) wurde mit dem ersten Preis der "Zeitschrift für Ingenieurwesen" ausgezeichnet; zusätzlich zum Buch "Technische Verteidigung des Staates" (1909)
- "Die Bedeutung und Struktur von Festungen in der Küstenverteidigung" (Значение и устройство крепостей в береговой обороне) (aus der Zeitschrift "Meer", 1909)
- "Die Größe und Zusammensetzung der Garnisonen der Festungen" (Величина и состав гарнизонов крепостей) (aus der "Militärkollektion", 1909)
- "Langfristige Festung von minimalem Wert" (Долговременный форт минимальной стоимости) (aus dem Ingenieurmagazin, 1909)
- "Festungen am Meer" (Приморские крепости) (aus dem Ingenieurmagazin, 1911)
- Militärische-Enzyklopädie von Sytin (1911–1915)[2][3]